# Parc régional du Massif-du-Sud
Le Parc régional du Massif-du-Sud est un parc régional situé au cœur du massif du Sud dans les municipalités régionales de comté de Bellechasse et Les Etchemins, dans la région administrative de Chaudière-Appalaches, au Québec, au Canada.

## Toponymie
Ce toponyme fait référence au Massif du Sud, un élément important des Monts Notre-Dame de la chaîne de montagnes appelée Appalaches. Ce parc est un lieu d'attraction pour les amateurs de ski alpin et de plein air.

## Géographie
Ce parc régional s'étend sur des parties de la municipalité régionale de comté de:
- MRC Les Etchemins: municipalités de Saint-Luc-de-Bellechasse et Saint-Magloire;
- MRC Bellechasse: municipalités des paroisses de Saint-Philémon et Notre-Dame-Auxiliatrice-de-Buckland[1].

Le massif est un élément orographique important de la chaîne des Appalaches, on y retrouve 4 sommets: la Crête des grives, le mont du Midi, le mont Chocolat et le mont Saint-Magloire.

## Hydrologie
La pente hydrographique de la moitié nord du parc se jette dans la rivière du Sud qui s'écoule vers le nord jusqu'au fleuve Saint-Laurent où elle s'écoule près du village de Montmagny. Alors que la pente de l'autre moitié se jette principalement dans la rivière Blanche, qui se jette dans la Rivière Etchemin. Les derniers flux jusqu'au fleuve Saint-Laurent, dans le Saint-Romuald.

## Principales activités

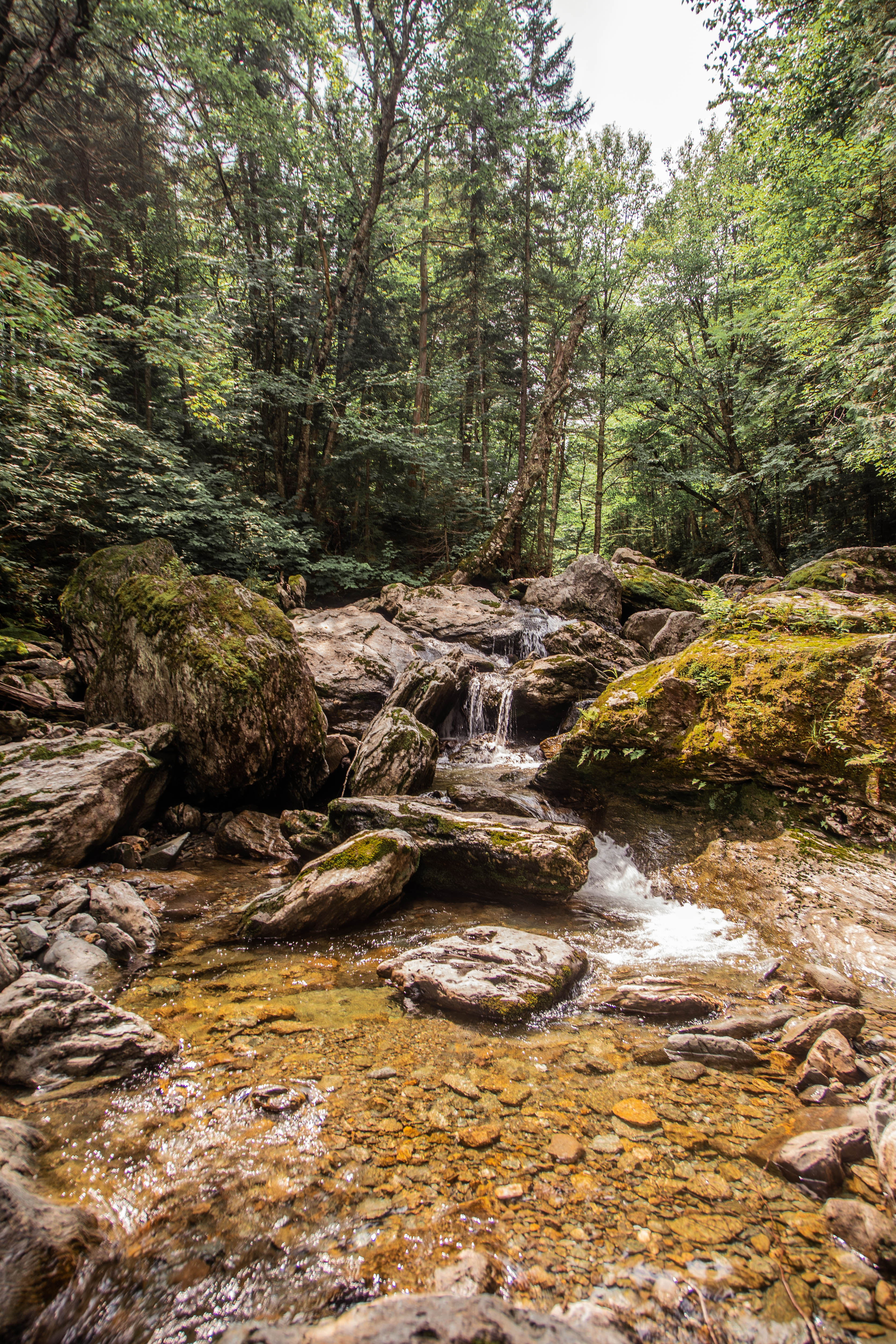
Chute dans le sentier des passerelles au parc régional du Massif du Sud

Ce parc régional a une grande capacité d'accueil dans son offre de service. Les principales activités offertes sont:
- été: randonnée pédestre et course en sentier, vélo de montagne, pêche, géocoaching, parcours d'hébertisme, ornithologie, événements spéciaux, Trail du massif du Sud, soirée Perséïdes
- hiver: raquette, ski de fond (classique), ski de montagne, ski-raquette (ski hok), fat bike (vélo à pneus surdimensionnés), activités spéciales[3].

En sus, le parc offre des activités d'interprétation de la nature et de formation: randonnées guidées, cueillette de champignons, mycogastronomie, plantes médicinales, plantes comestibles, survie en forêt, cartes, boussoles et GPS, soirée perséides.

## Hébergement
Les usagers du parc peuvent y héberger selon divers modes:
- camping: 66 emplacements de camping rustiques en plein nature;
- véhicules récréatifs: dans la zone de camping des Érables et des Bouleaux au cœur du parc;
- pods (prêt-à-camper): 5 emplacements dans le secteur Desjardins;
- refuges: 3 refuges, soit le refuge des Méandres, le refuge des Cascades et le refuge du Milieu;
- refuges prêts à camper: refuge des passerelles pour séjour en famille;
- refuges partagés: situé au camp de base situé à 7 km d'un stationnement; il sert de relais aux randonneurs et aux skieurs pendant le jour;
- tentes boréales (prêt-à-camper): deux tentes boréales pour hébergement sur quatre saisons;
- yourtes (prêt-à-camper): équipé d'un foyer;
- tentes prospecteur: équipé d'un foyer pour huit personnes;
- camping d'hiver: dans les secteurs de camping des Trois-Fourches (400 m du poste d'accueil[1]) et des Versants